# قائمة المدن المغاربية الفينيقية
هذه قائمة بالمدن في شمال أفريقيا المرتبطة بالحضارة البونية القرطاجية :

## قرطاجة
تعرف حاليا بقرطاج وتبعد عن مدينة تونس ب 16 كم. أسست الأميرة عليسة قرطاج عام 814 قبل الميلاد، حسب رواية المؤرخين القدماء. وجاءت الأميرة هاربة مع أصحابها من مدينة صور في لبنان، وسموا المدينة «قَرْتْ حَدَشْتْ»، وتعني المدينة التي أقيمت على شرف الإله ملقرط، فأصبح الاسم «قرطاج» في العربية عن طريق النطق اللاتني. أما الإغريق فكانوا يطلقون على قرطاجة اسم (كارخيدون)، والرومان فكانوا يسمونها (كرثاج).
تقع قرطاجة في مكان مهم بين شرق وغرب البحر الأبيض المتوسط، سهّل عليها التجارة، فذهبت سفنها إلى كل أنحاء البحر، من المشرق حتى أبعد من موريتانيا، وأسسوا مدن صغيرة على شواطئ صقلية وسائر بلاد الأمازيغ وسردينيا وإسبانيا. وأيضا بدؤوا استعمار بلاد تونس نفسها، فكانوا أصلا يسكنون الشواطئ فقط خوف الحرب مع الأمازيغ السكان الأصليين. فأصبحت المركز التجاري لغرب البحر الأبيض المتوسط كله قبل القرن الخامس قبل الميلاد.
وتذكر المصادر القديمة أن قرطاجة الصورية أسست بالقرب من مستعمرة صيدونية أقدم منها هي كامبي، ولكن بمرور الزمن فأن المدينة الجديدة أبتلعت كامبي القديمة. وقد كانت قرطاجة أهم المستعمرات الفينيقية.
و قد كانت المدينة مكتضة بالسكان واضطروا إلى بناء المنازل المتعددة الطوابق، الذي كان شيئا مذهلا آنذاك وقد كان لقرطاجة مينائين أحدهما عسكري ويعرف باسم الكوثون، وآخر تجاري. فأما الكوثون فقد كان مبنيا على جزيرة دائرية وقد كان في القرن الثالث ق.م منقسما إلى قسمين

## سكيكدة
سابقا كانت تسمى (فيليبفيل) تقع مدينة سكيكدة على ساحل البحر الأبيض المتوسط بين مدينتي جيجل وعنابة وتبعد عن الأخيرة ب 80 كم إلى الغرب وهي حاليا من الموانئ الرئيسة في الجزائر ومن المدن المهمة فيها وهي عاصمة لولاية سكيكدة.
يعود تاريخها إعادة بنائها عندما قام المستعمرون الفينيقيون بتأسيس عدد من المستعمرات المرفئية التجارية في المنطقة بمساعدة الأمازيغ السكان المحليين، مثل تصفتصف (الصفصاف) نسبة لأشجار الصفصاف، استورا (ستورا)، وسكيكدة التي كانت تعرف عند الفينيقيين باسم روسيكاد (أو بالأمازيغية «سكود دا» بمعنى أنظر هنا) وذلك لأنهم كانوا يشعلون النار ليلا فوق رأس الجبل ليهدوا السفن إلى ميناء استورا نسبة للألهة (عشتروت) والذي يقع على بعد 3كم غرب روسيكاد وكانت استورا ميناء روسيكاد الرئيسي لأن مياهه هادئة دائما ومحمي من الرياح الشمالية –الغربية العاصفة بالمنطقة مما شجع على أن تكون ميناء لها.وكانت روسيكاد تطل على الخليج الذي أسماه الرومان (سينوس نوميديكوس) أو خليج مملكة نوميديا الامازيغية.
بعد هزيمة قرطاجة في الحرب البونيقية الثانية (218-202 ق.م) أصبحت روسيكاد واستورا من ممتلكات ماسينيسا ملك نوميديا فتطورت روسيكاد تطورا كبيرا خلال الفترة النوميدية فقد كانت تساهم في تحسين العلاقات التجارية بين الرومان ونوميديا حيث كانت تصدر اللحوم والزيتون والثمار إلى الرومان وكل مستعمراتهم.
و بعد سقوط مملكة نوميديا عام 105 ق.م أصبحت روسيكاد واستورا من المستعمرات الرومانية وكانت تسمى ب (كولونيا فينيريا روسيكادا) ودخلت روسيكاد في الكونفدرالية الرومانية التي ضمت المدن المهمة سيرتا (قسنطينة)، ميلاف (ميلة) وشولو (القل) وتحول اسم تصفتصف إلى (ثابسوس).
و قام الرومان بمد روسيكاد بشبكات من الطرق تمدها بعدد من المدن من أجل تسهيل نقل المنتجات الزراعية وقد كانت المدينة قوية وثرية في عهد الأباطرة الانطونيون(96-192 م) حيث بلغ عدد سكانها ال100،000 نسمة.
و مع قدوم الوندال انتهت نهاية مأساوية وعانت المدينة كثيرا إلى أن هدمت عام 439م ودمرت مرة أخرى عام 533م على يد آخر ملوك الوندال بعد انحطاطها وتدهورها.
و نحن نعرف أسماء ستة من القديسين الروسيكاديين المسيحيين وهم: (فيريولوس) الذي حضر مجمع قرطاجة عام (255 م)، والذي ربما مات شهيدا كما في السجلات الكنسية المسيحية، 21 فبراير، كذلك نجد (فيكتور)الذي أدين في مجمع سيرتا عام (305 م) بأنه مضلل أو خائن للكتاب المقدس، ونجد أيضا (نافيغيوس) الذي تظهر آثار ونقش يعودوا له ضمن الآثار المكتشفة في الكنيسة التي أقيمت للقديسة (ديغنا) في القرن الرابع م،(فاوسيتينيانوس) الذي حضر مؤتمر قرطاجة عام 411 م مع منافسه (جونير)،(قوينتليانوس)(؟) 425 م،(يوسيبيوس) الذي نفاه هينريك ملك الفاندال عام 484 م.
و قد بنيت مدينة فيليبفيل الفرنسية في عهد الاحتلال الفرنسي فوق المدينة الامازيغية التي ما زال الجزء الأكبر منها مطمورا. ولم يظهر من تلك المدينة الكبيرة سوى بعض الآثار الجنائزية الواقعة في في أعالي استورا قرب مبنى الساعة.
ومن آثار الرومان في سكيكدة الفوروم الروماني المشيد في مركز مدينة روسيكاد وكذلك جسور الطريق العالي لستورا التي كانت جسور رومانية منسأة بصخور كبيرة ولكن للاسف قامت بلدية المدينة بتغطيتها بالبلاط في بداية الثمانينات.
وقد بنيت بنايات عدة حديثة فوق أسس معابد الآلهة الرومانية فينوس، جوبيتر وابولو للأسف الشديد.
أما المسرح الروماني القديم في روسيكاد فقد كان يسع ل3000 آلاف متفرج الذي يدل على التوسع الكبير للمدينة والذي يعتبر من أوسع المسارح الرومانية في الجزائر.

## صفاقس
سميت على اسم مؤسسها الملك الأمازيغي سيفاكس. كان يوجد بالقرب من صفاقس مدينتين هما ثيناي وتابارورة وآثار ثيناي المعروفة ب (هنشير تينا) تقع إلى شمال ما يعرف اليوم ب (أوكنا) أو (جونكا سابقا) وعملات ثيناي البونيقية تظهر أن اسمها المحلي كان (تاينات). وقد كانت المدينة متوجه بتلة يعلوها مبنى أكروبوليس (مركز المدينة باليونانية القديمة)، كان طول جدرانه يصل إلى ميلين رومانيين، كما كانت تحتوي على مقبرة واسعة.
في عهد هادريان أو الأباطرة الأنطونيين الرومان أصبحت المدينة مستعمرة عرفت ب (كولونيا أيليا أوغستا ميركورياليس ثاينيتانا).
معروف ستة من قديسها المسيحيون وهم (يوقراتيوس) في مجمع قرطاجة عام 256 م، (لاتونيوس) في مؤتمر قرطاجة عام 411 م، (بيريغرينوس) الذي كان سابقا شماسا للقديس الأمازيغي أوغسطين،(باسخاسيوس) الذي طرده الملك هنريك عام 484 م،(بونتيانوس) الذي حضر مجمع جونكا عام 525 م،(فيليكس) الذي قام بختم رسالة مجمع المقاطعة إلى الإمبراطور ضد الموحدين. وإن مجمع مسيحيا كان قد عقد في ثيناي في أوائل القرن الرابع م، ما زالت ثلاثة من مبادءه المقررة موجودة إلى اليوم.

## سوسة
كانت المدينة بالأصل مستعمرة فينيقية أسسها الفينيقيون على أعقاب المدينة القديمة موطن الأمازيغ السكان المحليين. قبل تأسيس قرطاجة وفي فترة لاحقة أصبحت من أملاكها وكانت من أكبر المدن في ساحل تونس الشرقي وأهمها بعد قرطاجة وأوتيكا على مستوى شمال أفريقيا.
في الحرب البونيقية الثالثة (149-146 ق.م) وقفت المدينة بجانب الرومان ضد قرطاجة وقد كافئ الرومان المدينة بان منحوها حق المواطنة الرومانية الجزئية.
في العصر الروماني أصبحت المدينة عاصمة لمقاطعة بيزكانيا (الساحل الشرقي لتونس) والتي أنشأها الإمبراطور ديوكلتيان عام 300 م.

## قسنطينة
قسنطينة هي عاصمة شرق الجزائر ومن مراكز الثقافة الإسلامية فيه وتبعد عن مدينة الجزائر ب 300 كم شرقا وعن الحدود التونسية ب 145 كم غربا وتقع جنوب ساحل البحر الأبيض المتوسط ب48 كم وهي عاصمة ولاية قسنطينة.
بدأ تاريخ المنطقة مع تشييد المدينة على يد الأمازيغ الذين أطلق الإغريق عليهم اسم الليبيين، النوميديين.كان اسمها القديم هو «سيرتا»(الاسم اللاتيني القديم لقسنطينة) لأول مرة عندما اتخذها ماسينيسا ملك نوميديا (202-149 ق.م) عاصمة للمملكة وهو مأخوذ من التسمية الأمازيغية «تاسيرث» بمعنى «مطحنة»، عرفت المدينة بعدها حصار يوغرطا الذي رفض تقسيم مملكة أبيه إلى ثلاث أقسام، بفضل دعم الرومان وبعد حصار دام خمسة أشهر اقتحم تحصينات المدينة واستولى عليها. عادت سيرتا لتحيا مجدا جديدا مع يوغرطا ملك نوميديا الجديد والذي استطاع أن يتفادى انقسام المملكة إلى ممالك.
دخلت المدينة بعدها تحت سلطة الرومان. أثناء العهد البيزنطي تمردت سنة 311 م. على السلطة المركزية فاجتاحتها القوات الرومانية من جديد وأمر الإمبراطور ماكسينوس بتخريبها. أعاد الإمبراطور قسنطنطين بناءها عام 313 م. وأخذت اسمه وصارت تسمى القسطنطينة أو قسنطينة. عرفت ابتداء من سنة 429 م. غزوات الوندال. ثم استعادها الأمازيغ.

## شرشال
تقع مدينة شرشال المطلة على البحر الأبيض المتوسط بنحو 90 كم غرب مدينة الجزائر، وتعتبر من أهم المدن والموانئ الحربية في شمال إفريقيا.
و يوجد بشرشال العديد من الآثار من مختلف الحضارات مثل تمثال لأنثى يعتقد أنها الآلهة اليونانية ديميتر (ربة الأرض)
و هو نسخة لتمثال يوناني من الفترة 450-440 ق.م عثر عليه في شرشال ويعرف ب (ديميتر شرشال) / متحف شرشال الجزائر
خضغت المدينة لحكم سيفاكس ثم ماسينيسا فأصبحت واحدة من مدن النوميديين وبعد انتصار الرومان على مملكة نوميديا عام 105 ق.م
في عام 40 ق.م استولى عليها الرومان
في عهد الملك يوبا الثاني أصبحت شرشال عاصمة لموريتانيا القيصرية، وتحول اسمها من إيول إلى قيصرية تكريما للإمبراطور الروماني أغسطس قيصر (31 ق.م-14 م)، وقد جعل يوبا الثاني من عاصمته قيصرية مركزا للثقافة الرومانية.
في عهد الإمبراطور الروماني كاليجولا فقدت قيصرية استقلالها وألحقت بروما وكانت تسمى (كولونيا كلاوديا سيزاريا) لكن قيصرية لم تفقد مركزها التجارية لأنها أصبحت عاصمة للولاية الرومانية الجديدة. التي شملت ثلثي الشمال الجزائري.
بعد دمار شرشال على يد الوندال عام 372 م، خضعت المدينة للبيزنطيين منذ عام534 م هي وتيباسا المجاورة الذين أعادوا لها شيئا من أهميتها السابقة. ولكن بعد الفترة البيزنطية رجعت شرشال العظيمة في الانحدار إلى أن أختفت من الذاكرة.
و يوجد متحف شرشال الذي يضم تماثيل تعد الأفضل التي اكتشفت في أفريقيا مثل: التماثيل الضخمة للإلاهين الرومانيين أسكليبيوس وباخوس. ويوجد في جنوب المتحف بعض الآثار الرومانية مثل: الفوروم، البازيليكا السيفيلية، وكذلك المسرح الروماني الذي كان يسع من 10,000 آلاف إلى 14,000 آلاف مقعد، وإلى الغرب توجد الحمامات.
و مما يذكر أنه في عهد الاستعمار الفرنسي الأول لشرشال نقلت إلى متاحف في مدن باريس والجزائر وإن الكثير من المعالم الشرشالية دمرت من أجل حجارتها للأسف الشديد. المسرح الروماني الذي أستخدمت حجارته المكسوة في بناء الثكنات الفرنسية. بينما أستخدمت مواد الهيبودروم (المضمار) في بناء الكنيسة.بينما رواق الهيبودروم الذي كان معمدا بأعمدة من الغرانيت والرخام وممهدا بدرجات سلالم جميلة، دمر على يد الكاردينال المسيحي (لافيغيريه) في بحثه عن قبر القديسة المسيحية (مارسيانا)

## ليكسوس
وهي مدينة أثرية شيدها الفينيقيون في القرن الثاني عشر قبل الميلاد.'''' كانت البلدة واحدة من سلسلة بلدات فينيقية على طول المحيط الأطلسي غرب وشمال المغرب، وتجاورها بلدات فينيقية أخرى مثل مدينة شالة والصويرة. وعندما سقطت قرطاج لروما في الحروب البونية، أصبحت البلدة مدينة رئيسية في موريطنية الطنجية. وقد بنيت البلدة على الضفة اليمنى لوادي اللوكوس من المدخل الشمالي للعرائش فوق هضبة تسمى التشوميس، وهي مطلة على الساحل الأطلسي على علو 80 مترا. ومن ذاك العلو، تشرف البلدة على أهوار عديدة تشكلها الأنهار. وتحاط البلدة شمالا بهضاب عديدة هي ذاتها محاطة بغابات البلوط الفليني. تقدر مساحة البلدة بأكثر من 75 هكتار.

## طنجيس
تعد مدينة طنجيس او طنجة من بين مدن المغرب القديمة التي ادرجها الجغرافي ابن حوقل و والمؤرخ الحسن الوزان ضمن المدن الأزلية، تأسست حوالي القرن الرابع عشر قبل الميلاد واستوطنها التجار الفينقيون في القرن العاشر قبل الميلاد؛ وسرعان ما تبوأت مركزا تجاريا على سواحل البحر الأبيض المتوسط. ضمتها الإمبراطورية الرومانية في القرن الأول ميلادي وأصبحت سنة 42م عاصمة للمقاطعة الرومانية (موريطانيا الطنجية). سنة 534 استولى البيزنطيون على المدينة التي فوض حكمها لأحد الأسر الغمارية المحلية والتي ينتمي اليهم يوليان الغماري وذلك باسم قيصر القسطنطينية حتى فتحها الأمويون عام 702.